# Jesúpolis
Jesúpolis is een gemeente in de Braziliaanse deelstaat Goiás. De gemeente telt 2.296 inwoners (schatting 2009).